# Астория (Будапешт)
Астория (венг. Astoria) — неофициальное название перекрёстка главных дорог в центре Будапешта. Название также относится к станции метро, она названа в честь гостиницы Grand Hotel Astoria. Это точка пересечения проспекта Ракоци (венг. Rákóczi út) и Малого бульвара (венг. Kiskörút). Здесь расположен гуманитарный факультет Университета Лоранда Этвеша и Венгерский национальный музей.
Большая синагога на улице Дохани находится в противоположном направлении, примерно в 200 м от этого перекрёстка.

## История
Раскопки показали, что на месте перекрёстка в XV веке стояли восточные ворота. После разрастания города ворота в 1808 году были снесены. В 1914 году здесь был открыт отель «Астория». Напротив стояли муниципальные дома. С начала XX века торговое значение центральных улиц отошло на задний план, улицы Ракоци и Лайоша Кошута стали важными транспортными артериями.
Во время революции 1956 года здесь произошли массовые антикоммунистические митинги, начиная с 23 октября. 25 октября возле гостиницы «Астория» собрались демонстранты, чтобы помешать колонне танков продвигаться к зданию парламента. Сначала всё было мирно, демонстранты и солдаты разговорами хотели убедить друг друга, люди втыкали цветы в дула танков. В результате провокации был застрелен советский офицер. В ответ на это советские войска открыли огонь по манифестантам, в результате с обеих сторон был убит 61 человек и ранены 284 человека.